# Wuquan (köpinghuvudort i Kina, Shaanxi, lat 34,30, long 107,99)
Wuquan är en köpinghuvudort i Kina. Den ligger i provinsen Shaanxi, i den nordvästra delen av landet, omkring 83 kilometer väster om provinshuvudstaden Xi'an. Antalet invånare är 19 010. Befolkningen består av 9 310 kvinnor och 9 700 män. Barn under 15 år utgör 15,0 %, vuxna 15-64 år 75 %, och äldre över 65 år 9,0 %.
Runt Wuquan är det ganska tätbefolkat, med 199 invånare per kvadratkilometer. Närmaste större samhälle är Yangling, 8,5 km öster om Wuquan. Trakten runt Wuquan består till största delen av jordbruksmark.
Genomsnittlig årsnederbörd är 668 millimeter. Den regnigaste månaden är september, med i genomsnitt 143 mm nederbörd, och den torraste är december, med 1 mm nederbörd.